# Beauvais Oise UC
Beauvais Oise Université Club – francuski klub siatkarski z Beauvais, założony w 2003 roku. Od sezonu 2003/2004 występuje w najwyższej klasie rozgrywek klubowych we Francji.

## Sukcesy
Puchar Francji:
- 2008

## Kadra

### Sezon2015/2016
| Nr | Imię i nazwisko         | Data ur. | Wzrost | Pozycja      |
| -- | ----------------------- | -------- | ------ | ------------ |
| 1  | Julien Gatineau         | 1995     | 180    | libero       |
| 4  | Gert van Walle          | 1987     | 197    | atakujący    |
| 6  | Kévin Rodriguez         | 1994     | 200    | środkowy     |
| 7  | Gary Gendrey            | 1985     | 198    | środkowy     |
| 8  | Jiří Kral               | 1981     | 200    | środkowy     |
| 9  | Ondřej Hudeček          | 1981     | 197    | przyjmujący  |
| 10 | Dejan Vinčić            | 1986     | 202    | rozgrywający |
| 11 | Jordan Marie-Antoinette | 1993     | 190    | przyjmujący  |
| 12 | Philipp Kroiss          | 1988     | 182    | libero       |
| 14 | Romain Bonon            | 1988     | 193    | rozgrywający |
| 15 | Roland Gergye           | 1993     | 200    | przyjmujący  |
| 17 | Gustavo Delgado         | 1986     | 192    | przyjmujący  |

### Sezon2014/2015
| Nr | Imię i nazwisko   | Data ur. | Wzrost | Pozycja      |
| -- | ----------------- | -------- | ------ | ------------ |
| 1  | Marcel Gil Keller | 1990     | 203    | środkowy     |
| 2  | Paul Cooper       | 1993     | 192    | rozgrywający |
| 4  | Gert van Walle    | 1987     | 197    | atakujący    |
| 5  | Frank Depestele   | 1977     | 191    | rozgrywający |
| 6  | Kévin Rodriguez   | 1994     | 200    | środkowy     |
| 7  | Gary Gendrey      | 1985     | 198    | środkowy     |
| 8  | Jiří Kral         | 1981     | 200    | środkowy     |
| 9  | Ondřej Hudeček    | 1981     | 197    | przyjmujący  |
| 10 | Paul Villard      | 1992     | 192    | przyjmujący  |
| 12 | Steve Peironet    | 1985     | 190    | libero       |
| 14 | Jan Pokeršnik     | 1989     | 197    | przyjmujący  |
| 18 | Matej Pátak       | 1990     | 197    | przyjmujący  |

### Sezon2013/2014
- Pierwszy trener:  Emanuele Zanini
- Drugi trener:

| Nr | Imię i nazwisko         | Data ur. | Wzrost | Pozycja      |
| -- | ----------------------- | -------- | ------ | ------------ |
| 1  | Corentin Suc            | 1994     | 186    | rozgrywający |
| 2  | Bram Van den Dries      | 1989     | 206    | atakujący    |
| 3  | Raphaël Chaussende      | 1991     | 197    | przyjmujący  |
| 4  | Maarten Van Garderen    | 1990     | 200    | przyjmujący  |
| 5  | Frank Depestele         | 1997     | 191    | rozgrywający |
| 7  | Gary Gendrey            | 1985     | 198    | środkowy     |
| 8  | Jiří Kral               | 1981     | 200    | środkowy     |
| 9  | Ondřej Hudeček          | 1981     | 197    | przyjmujący  |
| 10 | Đorđe Latas             | 1994     | 197    | atakujący    |
| 11 | Arthur Darmois          | 1992     | 196    | przyjmujący  |
| 12 | Matej Pátak             | 1990     | 197    | przyjmujący  |
| 17 | Alexandre Weyl          | 1984     | 198    | środkowy     |
| 18 | Achilleas Papadimitriou | 1980     | 185    | libero       |